# ヨーロッパ・デザイン学院
ヨーロッパ・デザイン学院 (伊: Istituto Europeo di Design、以下 IED) はフランセスコ・モレッリによって1966年イタリアに設立されたデザイン教育機関である。
デザイン、ファッション、ビジュアルコミュニケーション、マネージメントの実践的教育を年間約10000人の生徒に提供している。数多くの著名デザイナーを輩出している。デザインの総合校では最も規模の大きい大学の一つである。

## キャンパス
現在ミラノ、トリノ、カリャリ、フィレンツェ、ローマ、バルセロナ、マドリード、ビルバオ、サンパウロ、リオデジャネイロの10都市にキャンパスを持っている。

## 教育

### 学部教育(Undergraduate Course)

#### デザイン
- Product Design/プロダクトデザイン
- Product and Service Design/プロダクトデザインとサービスデザイン
- Transportation Design/トランスポーテーションデザイン
- Interior Design/インテリアデザイン

#### ファッション
- Fashion Design/ファッションデザイン
- Fashion Textile Design/ファッションテキスタイルデザイン
- Styling and Fashion Communication/スタイリングとファッションコミュニケーション
- Fashion Business/ファッションビジネス
- Fashion Marketing/ファッションマーケティング
- Fashion Stylist and Editor/ファッションスタイリストと編集

#### ビジュアルアート
- Visual Communication
- Graphic Design
- Motion Graphics and Video
- Video Design
- Illustration
- Sound Design
- Media Design
- Painting and Visual Language
- CG Animation
- Media Design

### 大学院教育(Master Course)

#### デザイン
- Master of Design and Innovation
- Design for Urban Environment
- Interior Design for Commercial Space
- Transportation Design
- Strategic Design and Innovation
- Sustainable Design

#### ファッション
- Fashion Design
- Fashion Management
- Jewelry Design
- Fashion Business
- Digital Communication and Marketing in Fashion

## 入学者選抜
学部、学院入学は秋学期入学、春学期入学の二期制となっている。
入学者選抜は書類審査(Motivational Letter, Portfolio, TOEFL, etc)、対面のインタビューの二段階で行われる。
入学前にIED主催のスカラーシップコンペティションを毎年開催している。優秀な学生は最大で卒業までの授業料が半額免除になるケースもある。

## 連携機関
有名企業との共同開発やインターンシップの活動は精力的でありIEDの一つの強みである。

### 教育機関

#### アルゼンチン
- アルゼンチン経営大学（英語版）

#### カナダ
- エミリー・カー美術大学（英語版）
- モントリオール大学

#### コロンビア
- Corporacion Colegiatura Colombiana
- Universidad Jorge Tadeo Lozano

#### メキシコ
- オクシデンテ工科大学（ITESO）
- モンテレイ工科大学（ITESM）

#### チリ
- DUOC – Fundacion Instituto Profesional

#### アメリカ
- FIDM – Fashion Institute of Design and Merchandising
- ミルウォーキー芸術学校（MIAD）
- ニューヨーク州立大学オネオンタ校（SUNY）

#### 中国
- 中央美術学院（CAFA）
- 南通大学
- 四川文化芸術学院
- 上海外国語大学（SISU）
- 上海視覚芸術学院（SIVA）
- 四川師範大学（SNU）
- 石家荘鉄道大学（STDU）

ページの都合上以下略